# 新潟空港
新潟空港（にいがたくうこう、英: Niigata Airport）は、新潟県新潟市東区にある国管理空港。

## 概要

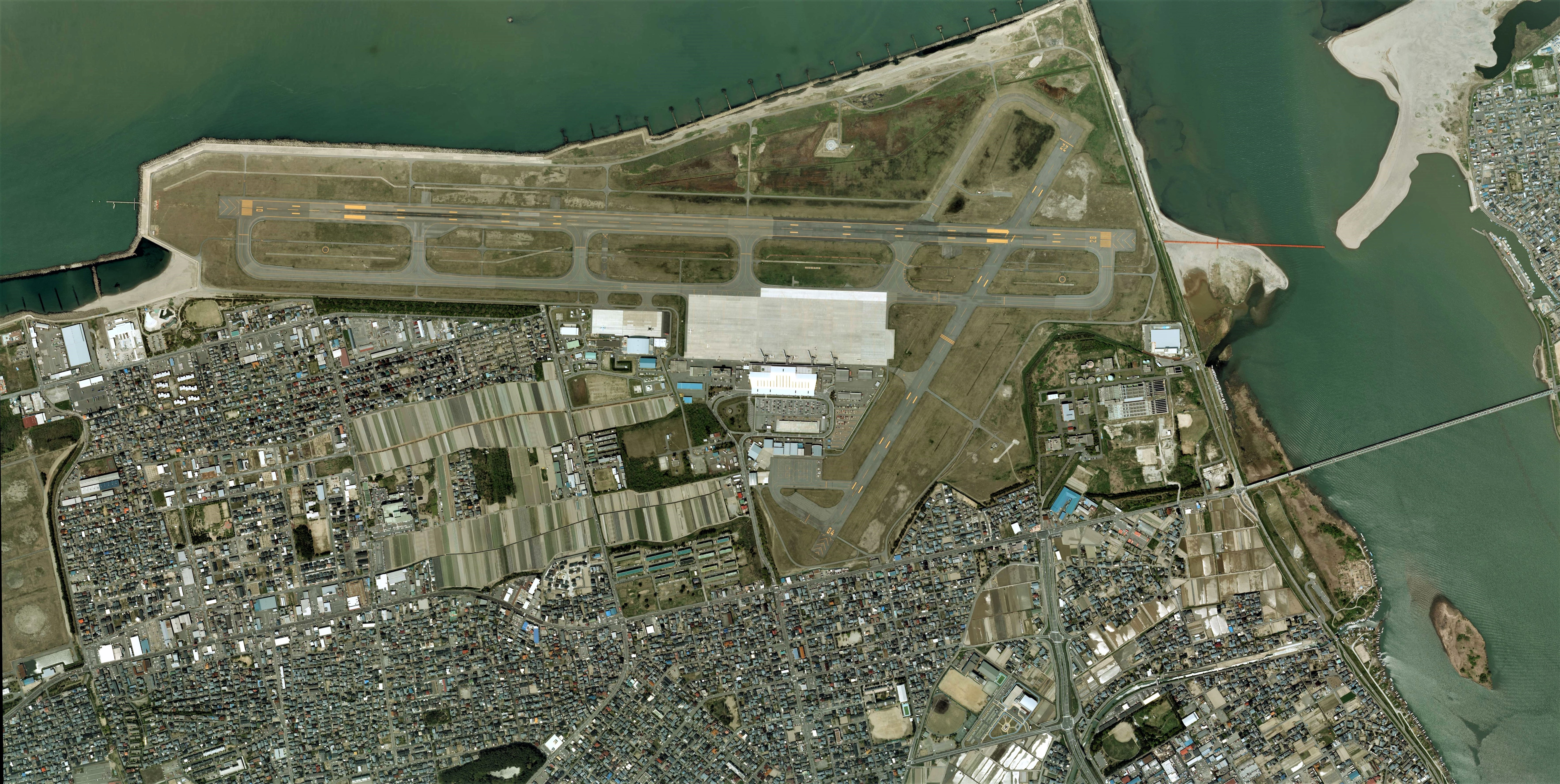
新潟空港付近の空中写真。
。2009年撮影の10枚を合成作成。

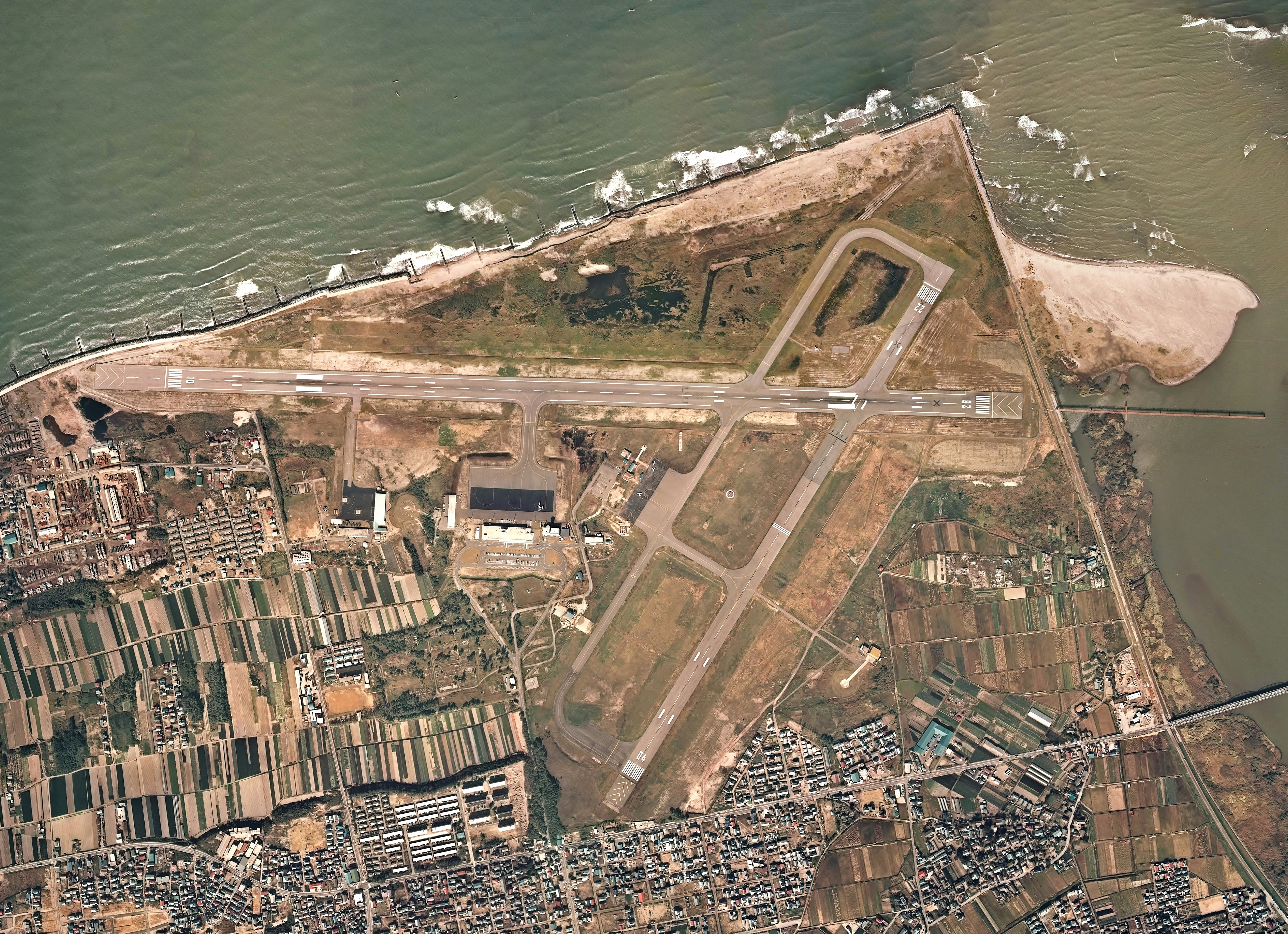
1975年当時の新潟空港付近の空中写真。北側(上)）がB滑走路、南側(中央)がA滑走路。空港南側では宅地化が進捗している。
。1975年撮影の6枚を合成作成。

新潟市東区の北東部（下山地区）に所在し、北側は日本海に、東側は阿賀野川の河口部に、西側は信濃川河口付近にそれぞれ面する。
滑走路は2本あり、旅客機は主に海沿いに設けられたB滑走路を使用する。B滑走路の東側に設けられ、北東から南西へ伸びる副滑走路のA滑走路は、主に使用事業の軽飛行機およびヘリコプターが使用する。
空港ターミナルビルは、B滑走路の南側中央部に設けられたエプロンに面し、その西側には併設される航空救難部隊として航空自衛隊新潟分屯基地の専用エプロンやハンガーが設けられており、新潟救難隊の救難捜索機などが常駐している。ターミナルビル南側には車道と駐車場を挟み、A滑走路の磁気方位04終端に面して東から西に新潟県警察航空隊、東北電力、中日本航空、朝日航洋、新潟県消防防災航空隊、海上保安庁第九管区海上保安本部新潟航空基地などのハンガーが立ち並ぶ共同のサウスエプロン地区がある。なお、制限表面には円錐表面と外側水平表面が設定されていない。
東西冷戦期であった1973年6月に、ソビエト社会主義共和国連邦のハバロフスク空港との間にアエロフロートと日本航空による共同定期便が就航して、新潟港とともに日本における東側諸国への窓口となった。
1979年には韓国の金浦国際空港との定期便がいち早く就航するなど、国際線が比較的早い段階で開設された地方空港の1つである。冷戦終結後にロシアの航空会社の成田国際空港への乗り入れが自由化されたこともあり、ロシアの航空会社の乗り入れはなくなったものの、現在もソウルや台北、上海やハルビンからの乗り入れが行われている。
国土交通省は2009年度以降、国管理空港の個別収支試算を公表しており、新潟空港の営業損益は2009年7月に発表された2006年度分で約23億円、2010年7月に発表された2007年度分でも約20億円、2011年に発表された2008年度分でも、約13億円のそれぞれ赤字となっている。国管理空港の営業損益としては福岡空港、那覇空港などに次いで全国ワースト5位以内である。
敷地内には防衛省の施設として航空自衛隊の新潟分屯基地が置かれ、国土交通省の関連施設では東京航空局新潟空港事務所、海上保安庁の新潟航空基地（格納庫、事務所）などがある。

## 統計

### 利用者数
元のウィキデータクエリを参照してください.
| 年度   | 乗降客数（人） | 乗降客数（人） | 乗降客数（人） |
| 年度   | 国内線         | 国際線         | 合計           |
| ------ | -------------- | -------------- | -------------- |
| 2004年 | 1,238,381      | 215,491        | 1,453,782      |
| 2005年 | 1,006,181      | 230,042        | 1,236,223      |
| 2006年 | 1,019,290      | 238,718        | 1,258,003      |
| 2007年 | 965,151        | 227,996        | 1,193,147      |
| 2008年 | 840,258        | 208,676        | 1,048,934      |
| 2009年 | 753,122        | 200,382        | 953,303        |
| 2010年 | 726,454        | 194,198        | 920,652        |
| 2011年 | 675,094        | 183,782        | 858,876        |
| 2012年 | 781,726        | 181,606        | 963,332        |
| 2013年 | 863,170        | 153,601        | 1,016,771      |
| 2014年 | 876,253        | 131,919        | 1,008172       |
| 2015年 | 872,285        | 139,660        | 1,011,695      |
| 2016年 | 878,132        | 113,215        | 991,347        |
| 2017年 | 910,154        | 110,581        | 1,022,656      |
| 2018年 | 1,030,334      | 136,320        | 1,166,654      |
| 2019年 | 1,018,222      | 113,565        | 1,137,691      |
| 2021年 | 388,727        | 0              | 388,727        |
| 2022年 | 804,474        | 6,502          | 811,722        |
| 2023年 | 1,003,214      | 52,382         | 1,056.208      |
| 2024年 | 1,029,391      | 94,379         | 1,124,483      |

年間乗降客数は1969年が3.9万人だったが、1970年には7.3万人に急増、オイルショックなどにより高度経済成長期が終焉してもジェット化により路線開設が続き、1981年まで増加した。同年の年間乗降客数上位は、羽田線（20.4万人）、大阪線（14.9万人）、千歳線（11.4万人）、名古屋線（11.0万人）、仙台線（5.0万人）、福岡線（4.2万人）。しかし、1982年11月の上越新幹線開業により、1983年9月に羽田線が休止に追い込まれ、当空港の年間乗降客数は40万人前後にまで落ち込んだ。乗降客数の低迷から福岡線も休止となるが、空港全体の乗降客数は1986年から増加し始めた。その後、仙台線が休止される一方で福岡線が復活し、那覇線も新設。年間乗降客数100万人前後の空港になった。
2013年度（平成25年度）の年間利用客数は、国内86万3170人、国際15万3601人で合計101万6771人であった。100万人超を達成したのは、リーマン・ショックが発生した2008年度（平成20年度）以来5年ぶりである。その後は100万人/年度前後で横這い傾向が続いている。

## 歴史

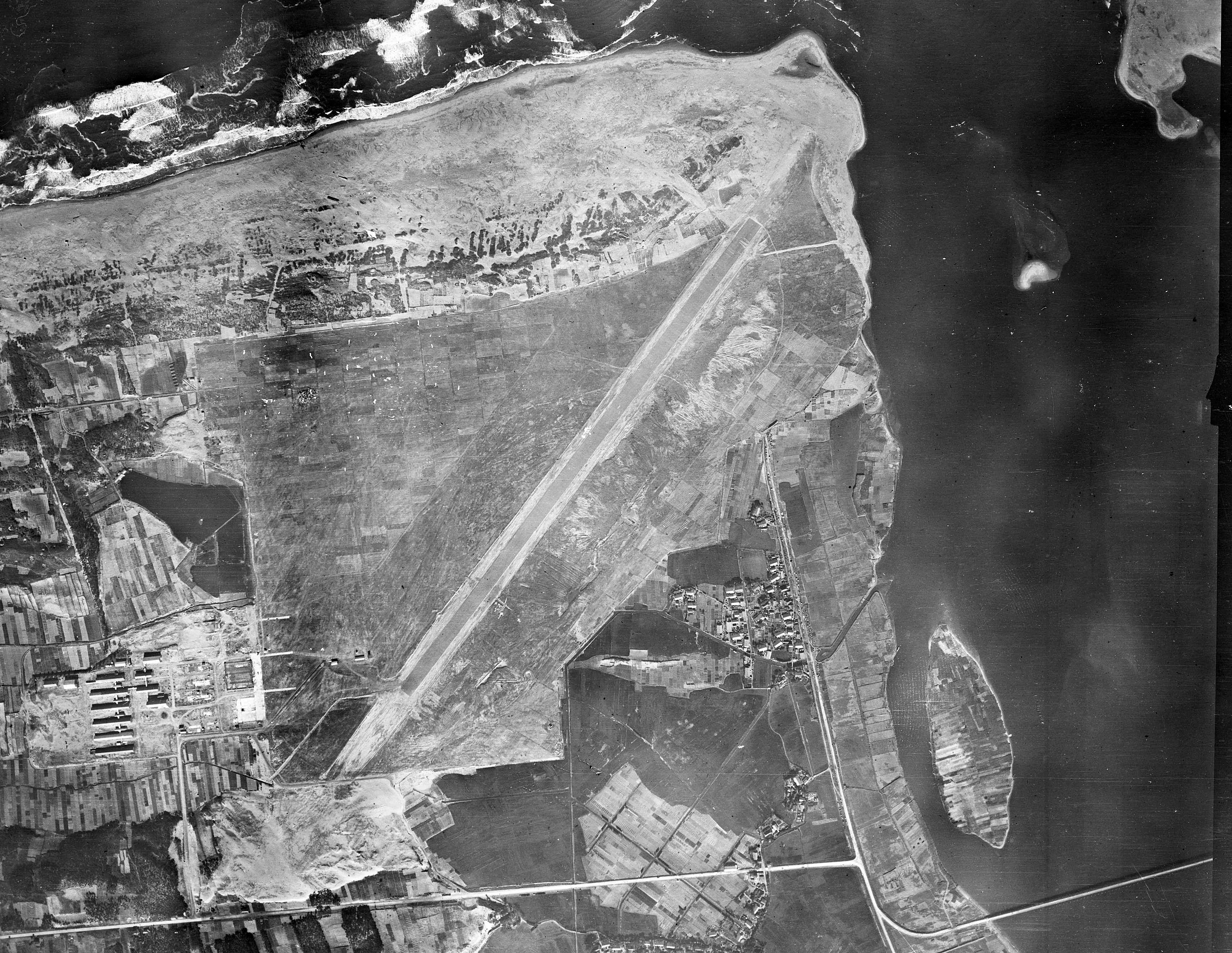
新潟市営時代の飛行場航空写真（1946年）

### 年表
- 1929年（昭和4年）
  - 本州日本海側で初となる万代飛行場が、信濃川下流にある中州の万代島（現・中央区万代島。現在、中州は埋め立てにより陸続きとなっている）に開港[注釈 2]。
  - 焼島（現・東区榎町、北越コーポレーション新潟工場付近）に沼垂飛行場が開港[N 1]。
- 1930年（昭和5年）：北蒲原郡松ヶ崎浜村へ移転し、新潟市営飛行場として開港。
- 1941年（昭和16年）：日本陸軍の徴用飛行場となる。
- 1945年（昭和20年）：太平洋戦争終結により、連合国軍の1国であるアメリカ軍が軍用飛行場として接収する。
- 1950年（昭和25年）：A滑走路1,829mの供用開始。
- 1954年（昭和29年）4月5日：松ヶ崎浜村が新潟市に編入合併されたため、当空港が同市内となった。
- 1958年（昭和33年）
  - 3月31日：連合国軍より新潟飛行場が返還される。
  - 初の定期路線、新潟 - 東京間が開設される（使用機材はDC-3）。
- 1962年（昭和37年）3月15日：航空自衛隊の新潟基地隊が新編される。
- 1963年（昭和38年）：A滑走路1,314mに短縮、B滑走路1,200m新設。
- 1964年（昭和39年）6月16日：新潟地震で被災。液状化現象と津波により滑走路が浸水するなど被害が出る[注釈 3]。
- 1966年（昭和41年）12月：航空自衛隊新潟基地隊が航空救難群に編入される[G 4]。
- 1967年（昭和42年）10月25日：新潟基地隊が新潟救難隊へと新編される。
- 1972年（昭和47年）
  - B滑走路1,900mに延長。
  - 10月27日：空港ターミナルビル（2代目）の改築が完了し、供用を開始。
- 1973年（昭和48年）
  - 6月15日：初の国際定期航空路となるハバロフスク線を開設[G 5][G 6]（使用機材はB727）。同日にジェット化もされた[3]。
- 1979年（昭和54年）12月：国際定期航空路・ソウル線を開設[G 5]。
- 1981年（昭和56年）：B滑走路2,000mに延長。
- 1991年（平成3年）6月：国際定期航空路・イルクーツク線を開設[G 5]。
- 1993年（平成5年）4月：国際定期航空路・ウラジオストク線を開設[G 5]。
- 1996年（平成8年）
  - 3月28日：B滑走路2,500mに延長して供用を開始[G 7]。
  - 7月11日：ターミナルビル（3代目、現在供用中）の改築が完了してグランドオープン[G 7]。運用時間を7時30分から20時30分までに延長。
- 1998年（平成10年）
  - 3月：国際定期航空路・上海・西安線を開設[G 5]。
  - 6月：国際定期航空路・ハルビン線を開設[G 5]。
  - 7月：国際定期航空路・グアム線を開設[G 5]。
  - 12月：国際定期航空路・ホノルル線を開設[G 5]。
- 2004年（平成16年）10月23日：新潟県中越地震が発生。県内の主要交通路が一部寸断されたため翌10月24日から臨時の羽田線を開設したほか、自衛隊をはじめ国・県の救難拠点として10月27日より11月10日まで臨時の24時間運用を実施した（国管理の地方空港における災害発生時の終日運用は初のケース）。
- 2013年（平成25年）10月27日：運用時間を21時30分までに延長。それに伴いターミナルビルの営業終了時刻を21時15分に延長。
- 2014年（平成26年）3月30日：ターミナルビルの営業終了時刻を21時に繰り上げ[N 2]。運用時間には変更なし。
- 2018年（平成30年）3月1日：新潟空港では初となる格安航空会社（LCC）のPeach Aviationが関西線を開設[N 3][N 4][N 5]。
- 2019年（令和元年）
  - 11月24日：小型プロペラ機で佐渡空港、仙台空港との周遊観光の可能性を探る試験飛行を新潟県などが実施[N 6]。
  - 12月5日：空港内の手荷物宅配窓口の「手ぶら観光カウンター」認定を国土交通省北陸信越運輸局が公表[G 8]。
- 2020年（令和2年）：新型コロナウイルス感染症の影響で国際線全線が欠航。当空港利用者が23万人まで落ち込む。
- 2023年（令和5年）：新潟県が、新潟空港将来ビジョンを策定[4]。
- 2024年（令和6年）
  - 1月31日：トキエアにより札幌/丘珠線就航[5]。
  - 4月26日：トキエアにより仙台線就航[6]。
  - 9月27日：トキエアにより名古屋/中部線就航。
- 2025年（令和7年）
  - 3月30日：トキエアにより神戸線就航、仙台線運休[7]。
  - 夏：トキエアにより佐渡・成田線就航予定。

### 国際線の就航
冷戦下ながら米ソのデタント期に入っていた1964年、ソビエト連邦の極東と日本の日本海沿岸諸都市との間の貿易（日ソ沿岸貿易）の発展のため全ソ輸出入事務所「ダリイントルグ」が設置されると、新潟市は翌1965年（昭和40年）4月にソ連極東の中心都市・ハバロフスクと姉妹都市を締結し、7月には新潟港 - ナホトカ港間の定期貨物船航路開設に漕ぎ着けた。
滑走路延長とターミナルビル改築が終わると1973年（昭和48年）6月に、当空港の年間乗降客数が10万人台だったにもかかわらず、日本航空およびアエロフロート・ソ連航空（当時）によりハバロフスク空港線が開設された。2011年（平成23年）夏まで運航されていたウラジオストク空港線、ハバロフスク空港線の極東ロシア方面2路線は開設当初、日本国内では新潟からしか運航していなかった。この極東ロシア路線は運休以前、ウラジオストク航空が運航していた。しかし2010年（平成22年）春、両空港と成田国際空港を結ぶプログラムチャーター便（のちに定期化）の運航が開始されると、新潟便は週各2便から各1便に減便され、搭乗率も低下。加えて2010年（平成22年）10月末から3月末までの間、路線開設以来初の冬季休航が決定するなど路線の規模縮小が相次いだことから、新潟県・市は経済・文化交流などの面から懸念を示していた。その後、11月下旬、ウラジオストク航空に対して県が最大7000万円、市が最大3000万円を支援する旨を申し出たことから、両路線とも冬季休航を中断して12月下旬から順次運航を再開。だが2011年3月11日に発生した東日本大震災の影響で搭乗者数が大幅減となったため、両路線とも同月下旬から休航となり、ウラジオストク線のみ同年夏に一時再開したものの再び休航となるなど、近年の極東ロシア路線の運航体制は紆余曲折を辿っており、両路線とも運航再開の目途は立っていない。
県と市ではプログラムチャーター便による運航再開を探るなどしたものの、この間にロシア政府が国内の航空会社のグループ再編を指示したことから、ウラジオストク航空がアエロフロートグループへ再編入されるなどした影響もあって、両路線とも再開の目途が立たない状況が長らく続いた。県と市は極東ロシア内陸部のヤクーツクを拠点とするヤクーツク航空と交渉を進め、2012年6月8日、同社がヤクーツク空港 - ハバロフスク空港 - 当空港間の路線新設に向けて検討を進めている旨を公表し、さらに同年8月のロシア国内向けの報道では、同社がウラジオストク - 当空港間の空路を同年冬、ハバロフスク - 当空港間の空路についても2013年夏を目途に、それぞれ開設を目指している旨が伝えられた。2012年冬季間の運航は実現に至らなかったものの、2013年夏季は新潟 - ウラジオストク間は同年7月30日から8月20日まで毎週火曜日に1往復を、新潟 - ハバロフスク間は8月3日と8月10日に各1往復運航した。また2014年も7月15日から9月16日まで2か月間にわたり、ウラジオストク発着とハバロフスク発着のプログラムチャーター便をそれぞれ週1便運航するなど、以降2018年までチャーター便の運航が続いており、2019年度も運航予定だが、定期便としての運航再開の目途は依然立っていない。
2020年1月時点では、韓国の仁川国際空港、中華人民共和国のハルビン太平国際空港、上海浦東国際空港、香港国際空港の、計4つの定期路線が運航されている。
2019年12月末までは台湾の台湾桃園国際空港へも運航されていたが、運航会社の遠東航空が事実上の経営破綻の影響で全便運休となった。なお、台湾との定期便は2020年3月よりタイガーエア台湾の就航で再開予定であったところ、新型コロナウイルス感染症拡大のため延期されていたが、2023年1月17日に就航した。

#### 今後の計画
- 民間が運営するコンセッションの導入を検討している。

## 施設
空港各施設は新潟市東区松浜町に所在する。当地は、旧松ヶ崎浜村（1954年に新潟市に編入）の村域にあたる。江戸時代以降に行われた阿賀野川の流路改修により、同村域は左岸の当地と右岸の北区松浜地区中心部とが隔てられた。
1996年7月11日より供用開始した（3代目）ターミナルビルには「エアリウム (AIRIUM)」という愛称があるが、現在使用される機会は少ない。

### ターミナルビル

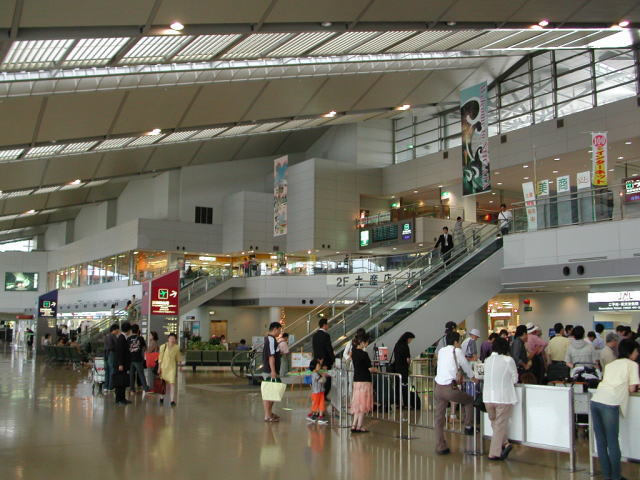
ターミナルビル内

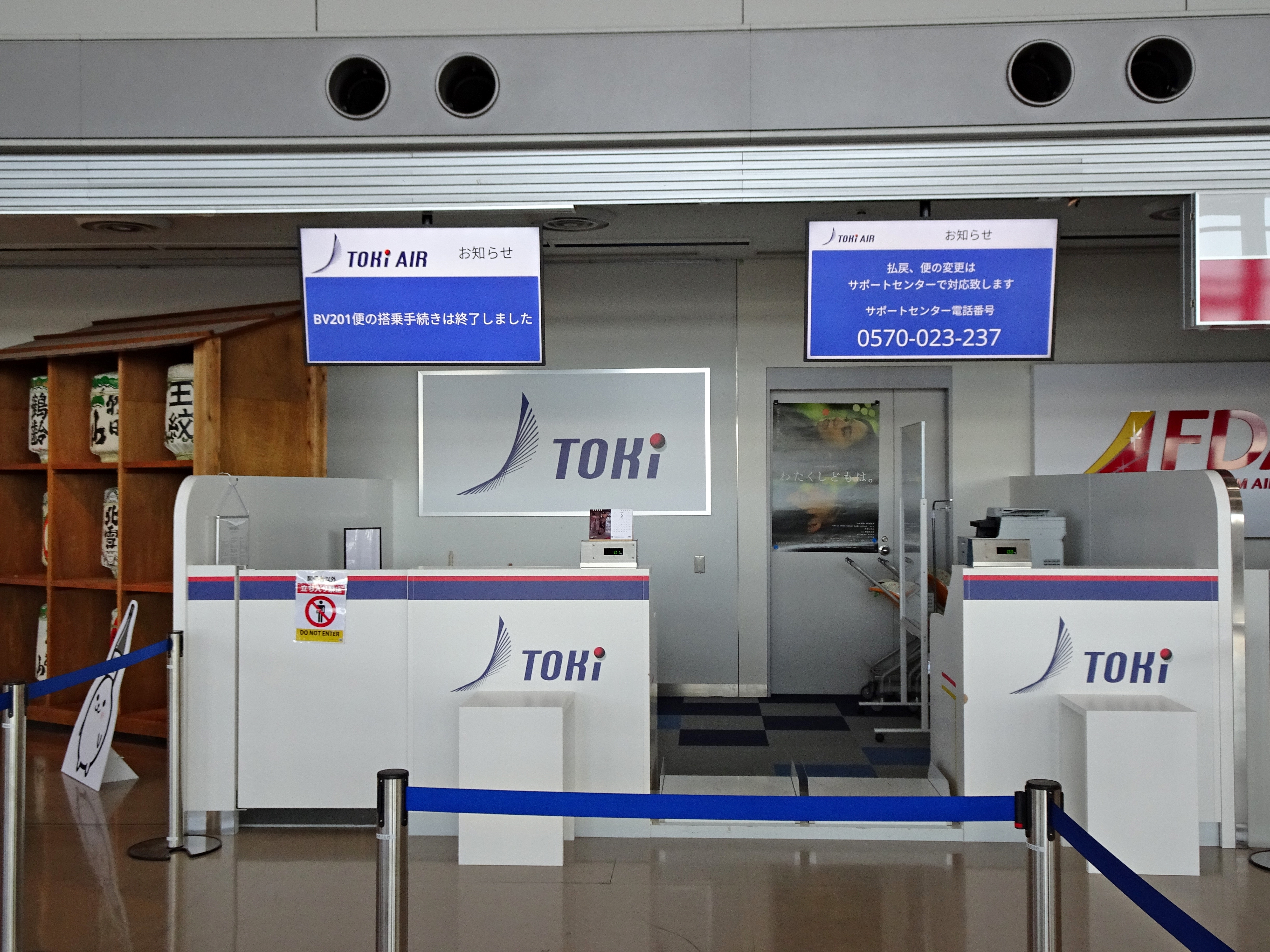
新規参入したトキエアのチェックインカウンター

ターミナルビルは地上4階地下2階建てで、延床面積は28,805m2。2階にボーディング・ブリッジ4基（国内線用2基、国際線用1基、国内・国際共用1基）を備える。
搭乗・到着については、西側が国内線、東側が国際線となっており、それぞれゾーンが青、赤に色分けされている。
ターミナルビル内では、フレッツスポット、docomo Wi-Fi、moperaU公衆無線LANといった公衆無線LANサービスを利用し、パソコンやスマートフォンで高速インターネット通信が利用できる。
コミューター空路の佐渡空港線は旭伸航空が就航した1996年以来、ターミナルビルと駐車場・ロータリーを挟んだ150m南側の運航所で搭乗手続きや乗客の乗降を行っていたため、他の空路や路線バスとの乗り換えが不便であった。2011年7月から旭伸航空に代わり、同空路に就航した新日本航空は2012年4月26日から搭乗カウンターをターミナルビル内へ、乗降場所をターミナルビル横へそれぞれ移転し、利便性を高めていたが、新日本航空は2014年3月28日、安定運航に向けた体制整備のため新潟〜佐渡線を無期限で運休すると発表したのち、間もなく新潟運航事務所を閉鎖している。

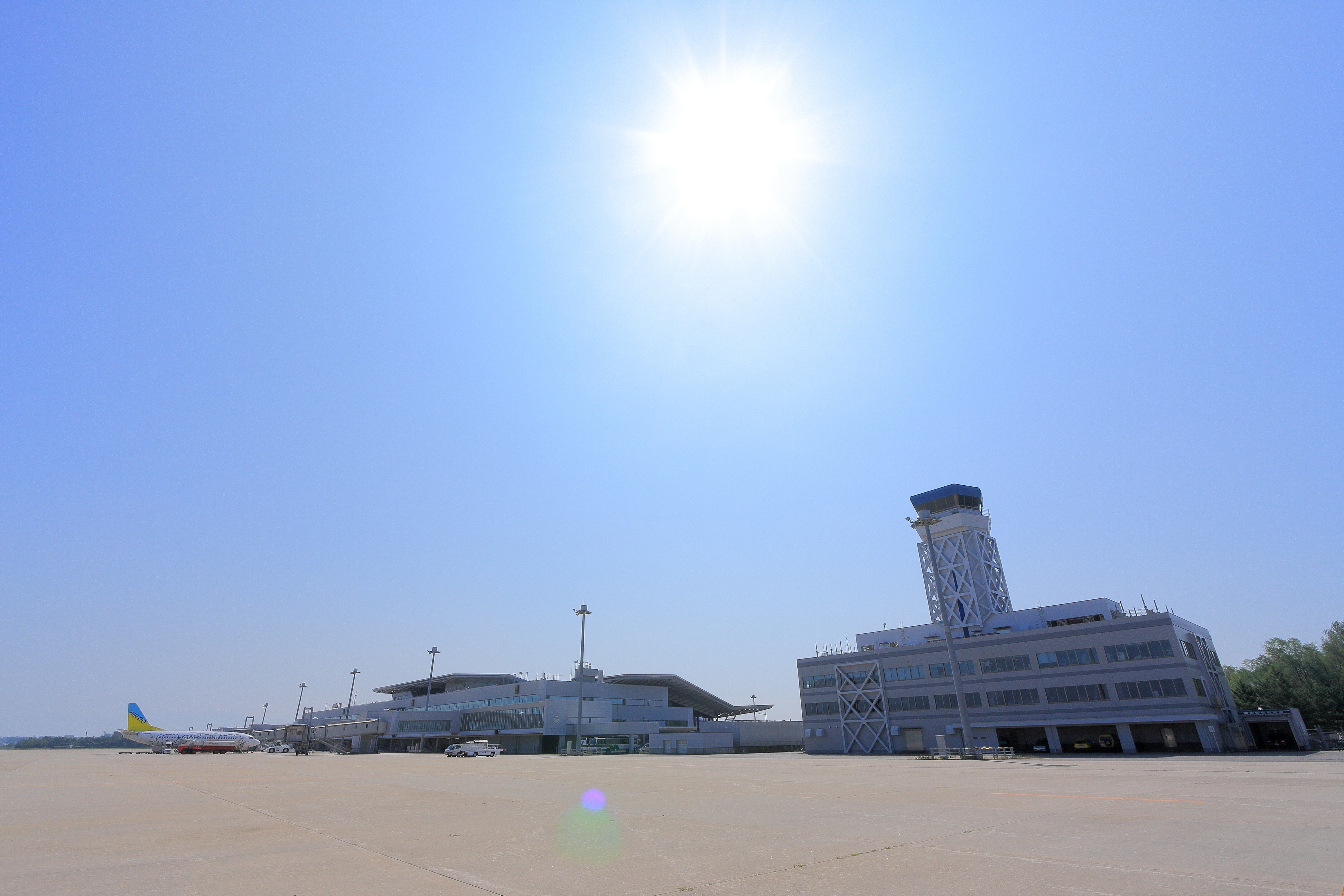
エプロンから空港ターミナルとタワーを望む
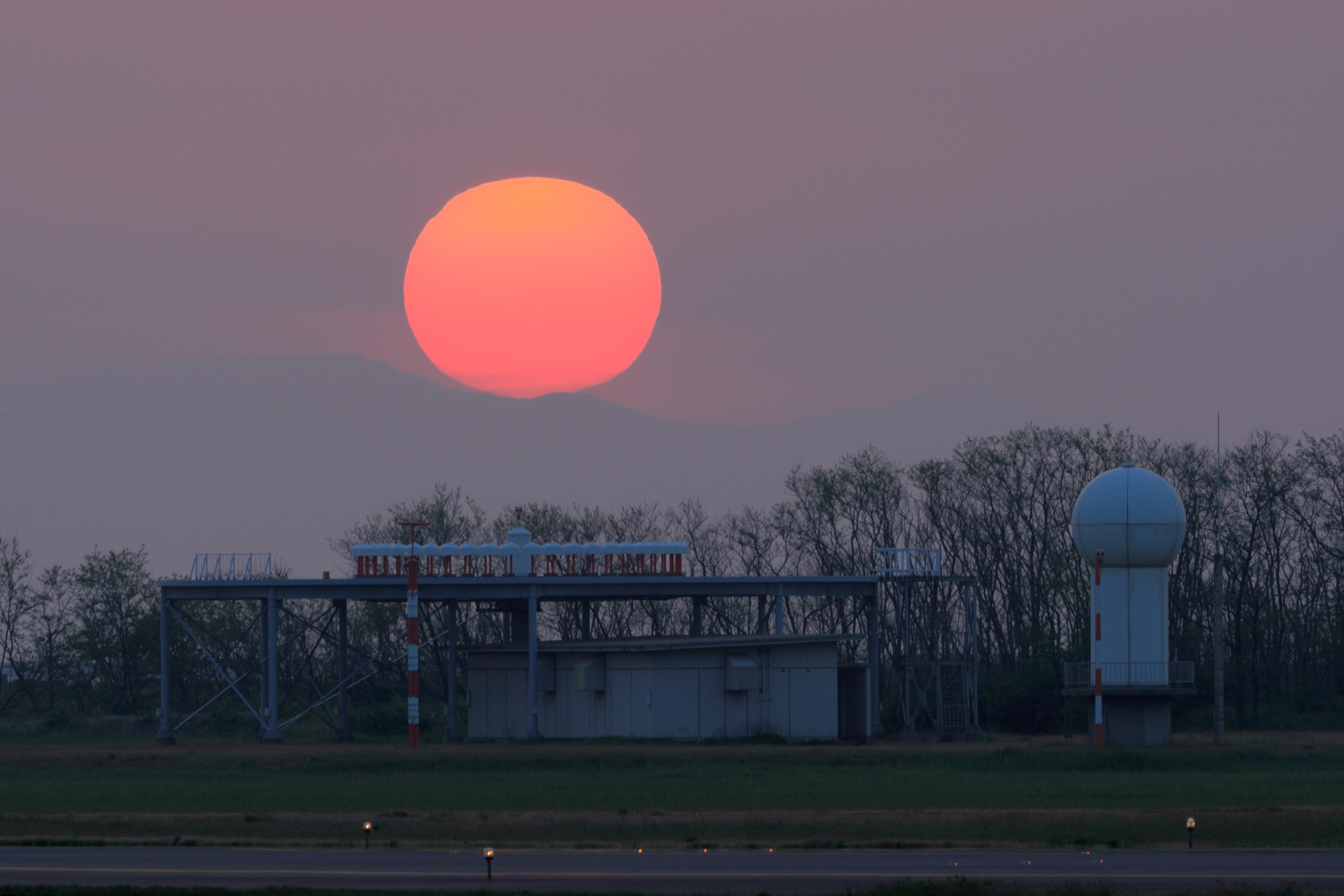
空港内に設置されている新潟VORTAC

## 就航路線
航空会社が2社以上掲載されている路線はコードシェア便（共同運航路線）。最前に掲載されている航空会社の機材・乗務員によって運航されている。
2024年に就航したトキエアが拠点空港としている。

### 国内線
| 航空会社                                           | 就航地                                     |
| -------------------------------------------------- | ------------------------------------------ |
| 日本航空 (JAL)                                     | 大阪/伊丹                                  |
| 全日本空輸 (ANA)                                   | 札幌/新千歳、大阪/伊丹、那覇（6～9月運休） |
| フジドリームエアラインズ (FDA) ・ 日本航空 (JAL)   | 札幌/新千歳、名古屋/小牧、福岡             |
| アイベックスエアラインズ (IBX) ・ 全日本空輸 (ANA) | 大阪/伊丹、福岡                            |
| トキエア (TOK)                                     | 札幌/丘珠、名古屋/中部、神戸               |

過去の定期運航路線
これらのうち羽田線は1982年11月15日の上越新幹線開通以降に利用者が減少したため、1983年8月31日をもって定期路線としての運航が休止されたが、災害時に臨時便として運航された実績が2例ある。
1例目は2004年10月23日に発生した新潟県中越地震の影響で新幹線が不通になった際、同年10月24日より2005年1月4日までの間、日本航空と全日空の2社が計1119便を運航し、約21万3000人が利用した。2例目は2007年7月16日に発生した新潟県中越沖地震の影響で新幹線が設備点検のため一時運転見合わせとなった際、同日および翌日に日本航空と全日空が各1往復の計4便を運航し、232人が利用した。

### 国際線

#### 定期便
| 航空会社              | 就航地                                 |
| --------------------- | -------------------------------------- |
| 大韓航空 (KE)         | 韓国・仁川国際空港（ソウル）           |
| タイガーエア台湾 (IT) | 台湾・台湾桃園国際空港（台北）         |
| 中国東方航空 (MU)     | 中国・上海浦東国際空港（上海）         |
| 中国南方航空 (CZ)     | 中国・ハルビン太平国際空港（ハルビン） |

### 就航都市

#### 国内線
- 北海道：札幌/新千歳、札幌/丘珠
- 東海：名古屋/小牧、名古屋/中部
- 関西：大阪/伊丹、大阪/神戸
- 九州・沖縄：福岡、沖縄/那覇（6～9月運休）

#### 国際線
- 韓国：ソウル/仁川
- 台湾：台北/桃園
- 中国：上海/浦東、ハルビン
- ロシア：ウラジオストク[注釈 9]

### 運休・廃止路線
国内線
- 北海道：旭川、女満別、千歳[注釈 10]、函館
- 東北：花巻、仙台、秋田
- 関東：東京/羽田、東京/成田
- 中部：佐渡、富山、小松
- 関西：大阪/関西
- 中国・四国：広島西飛行場[注釈 11]

国際線(チャーター便含む)
- ロシア：イルクーツク[G 11]、ハバロフスク
- アメリカ合衆国：ホノルル、グアム[G 12]
- 中国：西安[G 12]北京、大連
- 香港：香港
- ベトナム：ハノイ、ホーチミン

### 今後の就航路線
新潟県では、当空港に本社を置く格安航空会社である「トキエア」で2025年中の佐渡・首都圏への就航を計画している。実現した場合、成田空港は2年ぶり、佐渡空港へは11年ぶりの定期就航便である。
- 新潟 - 成田（2025年サマーダイヤ中に就航する見通し）
- 新潟 - 佐渡（2025年サマーダイヤ中に就航する見通し）

### 国際線拡充の動き
新潟県は、チャーター便の誘致を進めており、過去にベトナムやタイなどの東南アジア方面、東アジア方面では済州国際空港やウランバートル、中華人民共和国の北京・天津・大連・青島・広州（深圳）などの直轄市・副省級市・経済特区への運航実績がある。県と新潟市ではチャーター便の運航実績づくりを通じて、今後も観光需要が見込める東アジア方面を中心とした定期路線の誘致と、国内線も含めたLCC路線の誘致を進めている。

## 関連機関・事業者
防衛省
- 航空自衛隊新潟分屯基地（航空救難団新潟救難隊）

国土交通省
- 東京航空局
  - 新潟空港事務所
- 海上保安庁
  - 第九管区海上保安本部新潟航空基地（施設位置）

県の機関
- 新潟県警察本部航空隊
- 新潟県消防防災航空隊 消防防災ヘリコプター

民間事業者
- 朝日航洋
- 中日本航空
- オールニッポンヘリコプター
- 東北電力

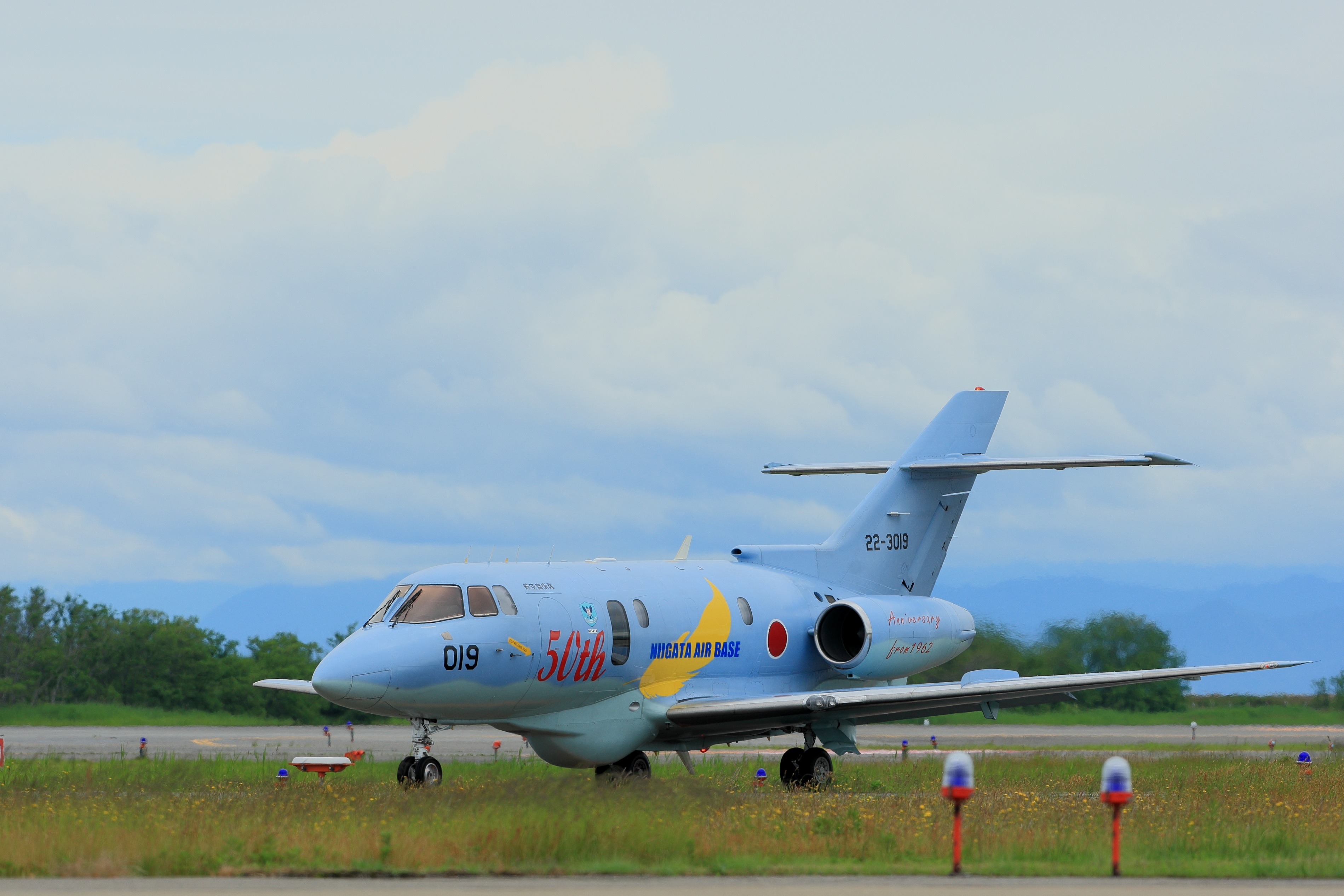
航空自衛隊新潟救難隊のU-125A
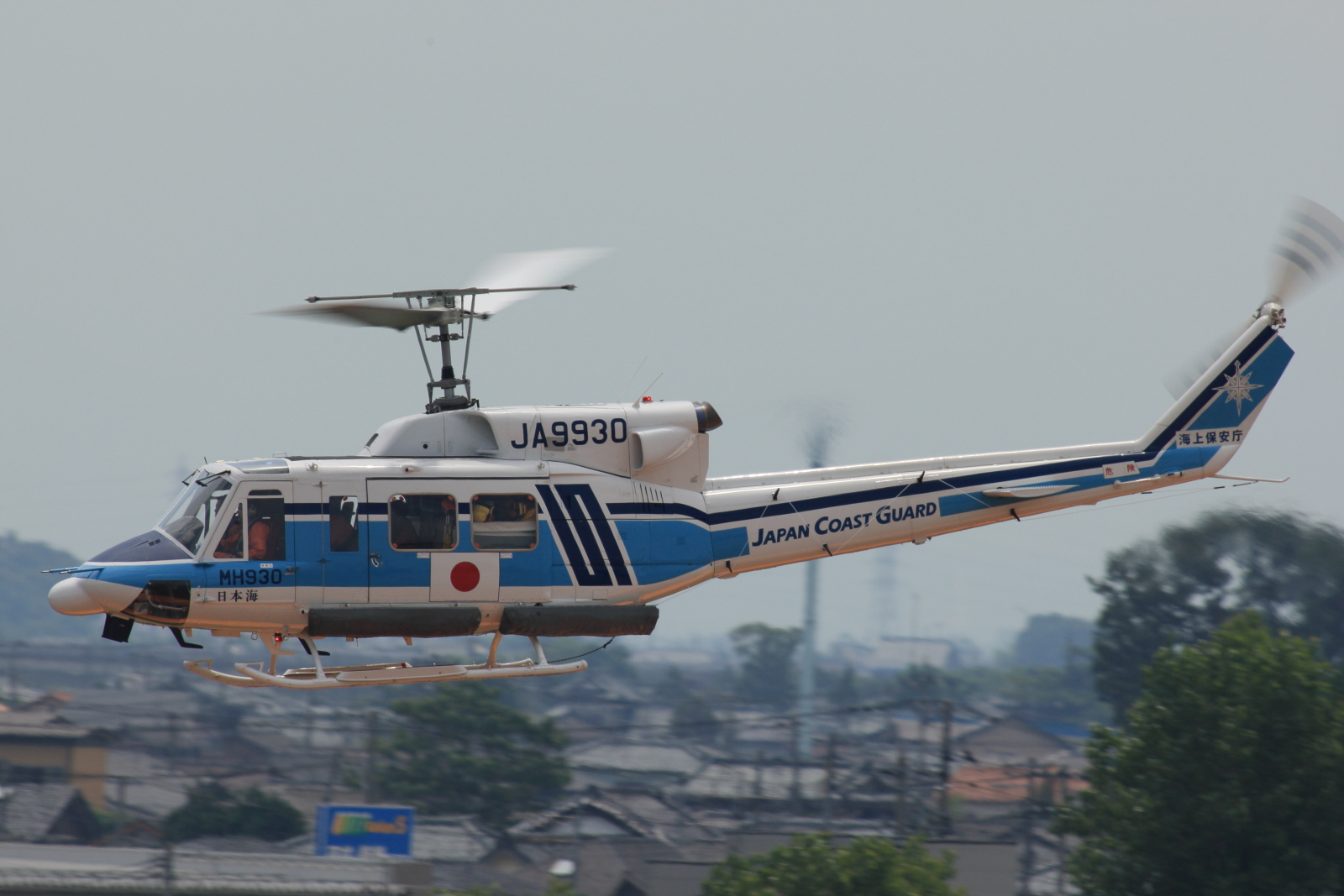
第九管区海上保安本部のBell-212 KIJ
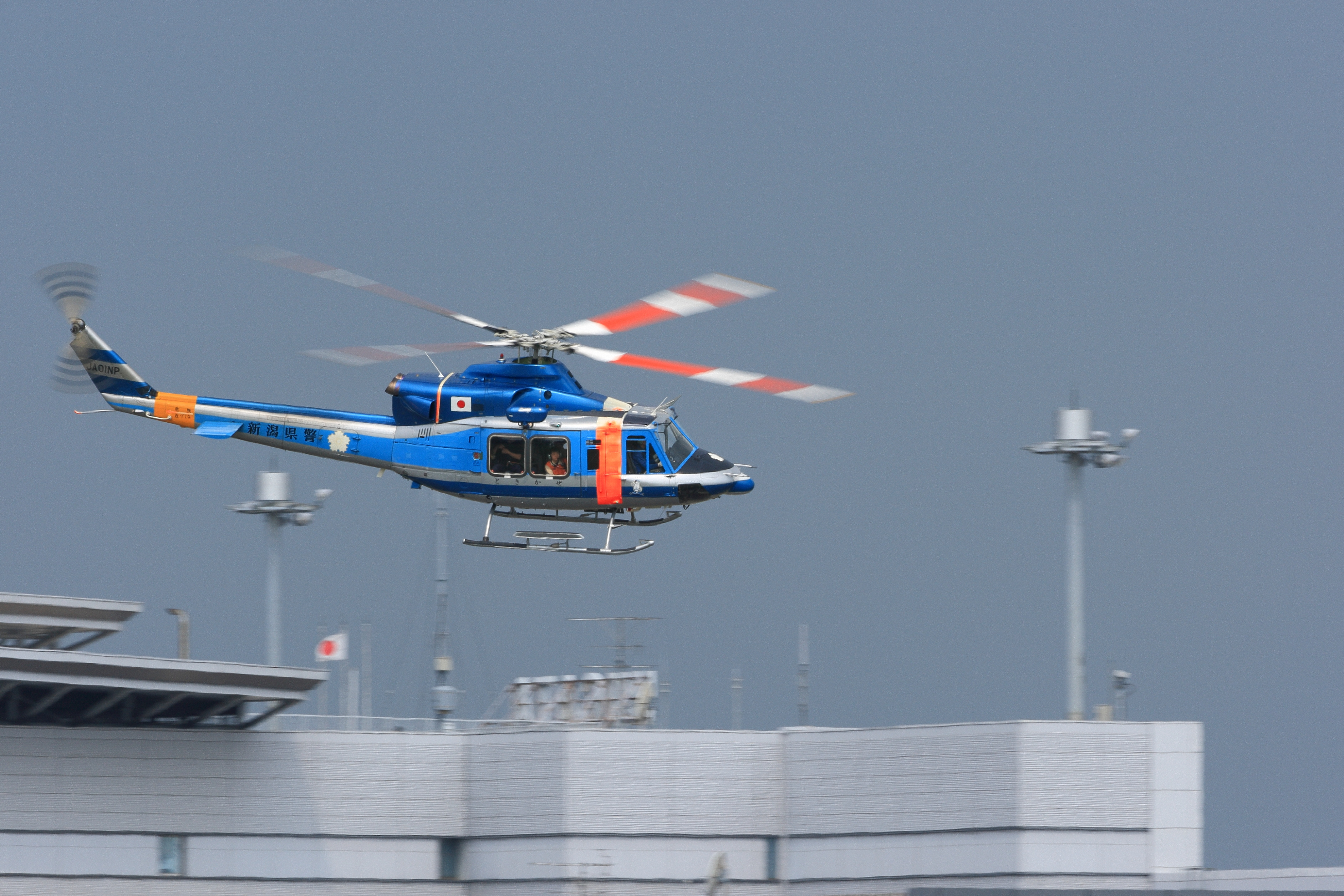
新潟県警察のBell-412EP
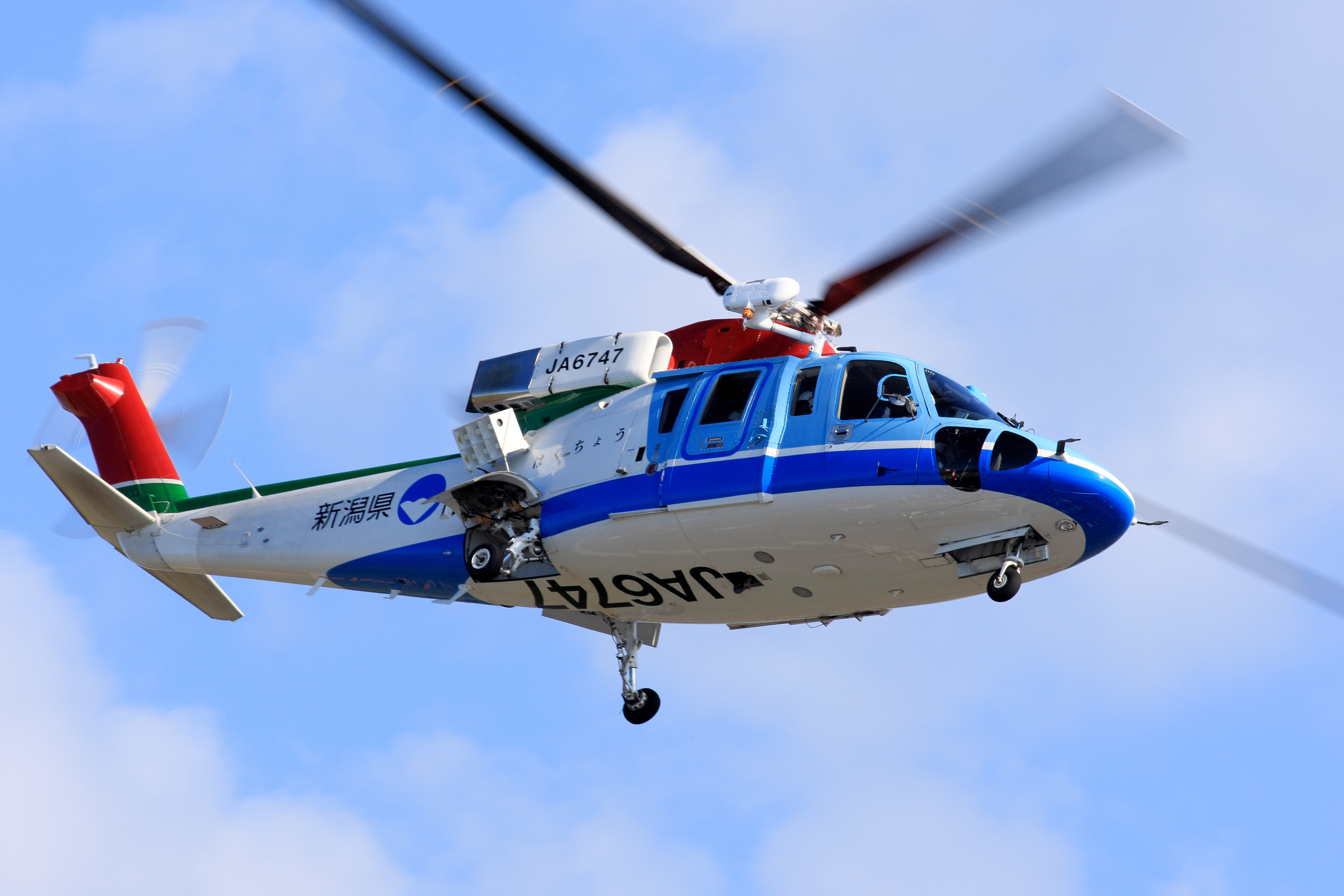
新潟県消防防災航空隊のSikorsky S-76B

## 交通

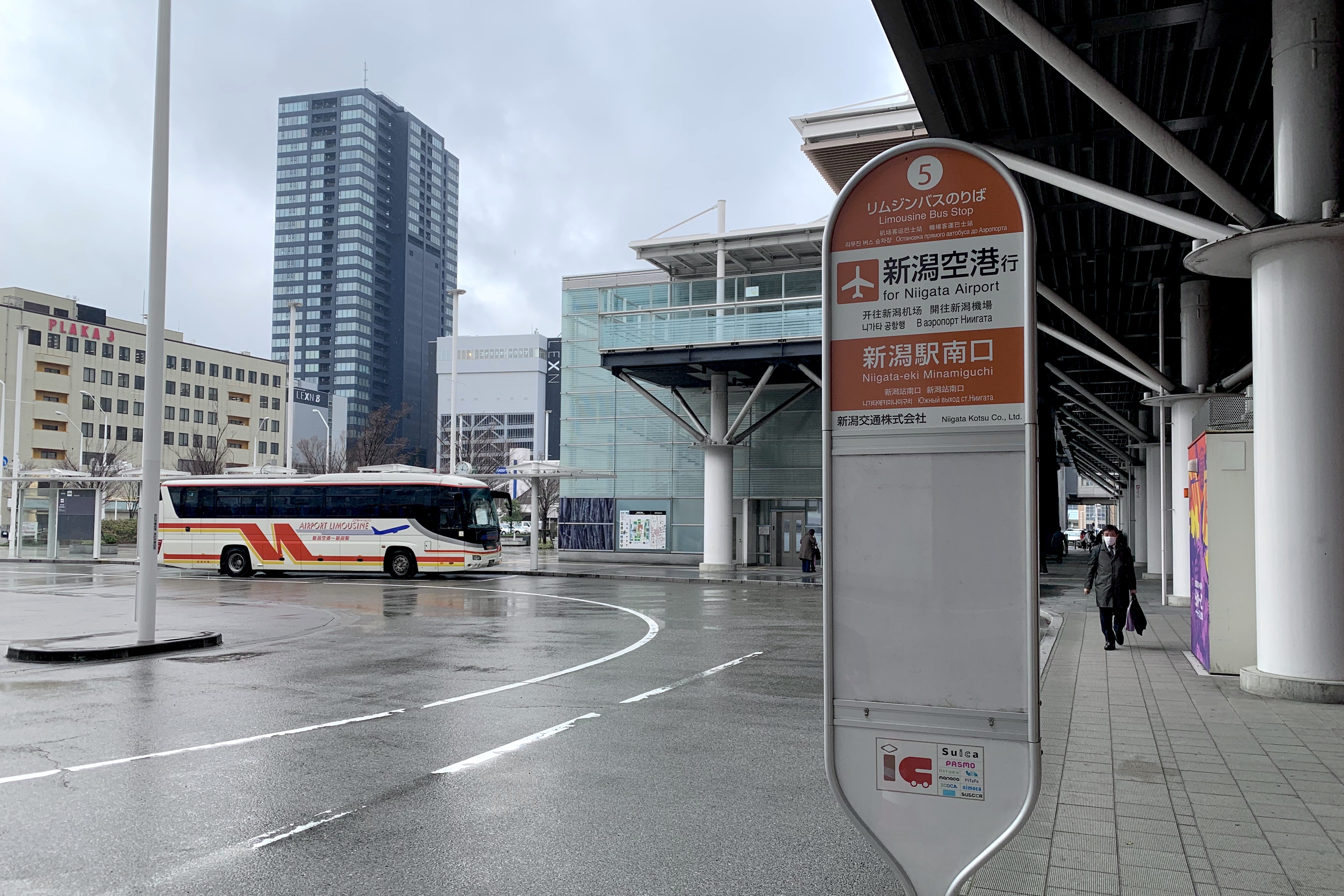
新潟駅南口の新潟空港リムジンバス乗り場と専用バス車両（2019年3月）

本数・所要時間・運賃・料金等の詳細は、該当項目や新潟空港公式サイト 交通アクセスを参照。

### 路線バス
- 新潟交通
  - エアポートリムジン
新潟駅南口と空港を直行で結ぶ路線。
  - E2 空港・松浜線
新潟飛行場道路（国道113号）を走る各停の路線。ターミナルビル前に「新潟空港」バス停があるほか、国道113号沿いに「空港入口」バス停がある。

### 高速バス
- 長岡 - 新潟空港線（アイケー・アライアンス）

### 乗合タクシー
以下の路線は、2018年3月にPeach Aviationが路線を開設した以降に運行されている。
- 佐渡汽船新潟港ターミナル[N 8]
- 村上市方面（新潟空港発のみの瀬波温泉直行ライナー）[N 8][N 9]
- 弥彦・岩室温泉ライナー[N 8]
- 新発田市方面（新発田市街地・月岡温泉周遊）[N 8][N 10][N 11]

### 定額タクシー
新潟空港の20～30キロメートル圏の8エリアで、定額タクシーの運行が2019年から始まった。対象は新潟市の中央区（デンカビッグスワンスタジアム周辺）、秋葉区、南区の2エリア、西蒲区と、新発田市、阿賀野市、胎内市の中心街である。

### 駐車場
収容台数は第1駐車場858台、第2駐車場272台の計1,130台で、2005年（平成17年）12月10日に一部立体化されている。いずれも有料。
なお、県では遠隔地からの自家用車利用を促進するため、国からの空港駐車場の移管を進め、駐車場を無料化させる方針を示している。

### 道路
- 日本海東北自動車道・新潟空港ICより車で10分

空港南側を国道113号が通っており、山ノ下町・末広橋交差点 - 河渡新町二丁目・空港入口交差点間は「新潟飛行場道路」（空港通り）と呼ばれている。
また国道113号・下山交差点 - 国道7号新新バイパス・一日市IC間で整備が進められていた新潟県道17号新潟村松三川線のバイパス区間（都市計画道路下山本所線、通称「新潟空港アクセス道路」）が2005年（平成17年）11月に全線開通した。このアクセス道路は一日市IC以南から、引き続き市道区間を経由して新潟県道16号新潟亀田内野線の区間となり、日本海東北自動車道の新潟空港ICと接続している。

### アクセス改善に関する動き
当空港ターミナルビルは、新潟駅から直線距離で約6.4km、同駅万代口から道なりに約8.1kmと、比較的近接しているため、バブル景気期の1980年代後半から、新潟駅と当空港とを結ぶ空港連絡鉄道の整備構想が幾度か浮上している。一つは、上越新幹線を新潟駅から車両基地（新潟新幹線車両センター）までの回送路線を利用して当空港の地下に乗り入れるというものである。1990年（平成2年）から当空港の2,500m滑走路の建設が始まり、1991年（平成3年）には東北・上越新幹線の東京駅乗り入れが実現する中で、首都圏の空港を補完する機能を当空港に持たせようという趣旨だった。在来線を活用する構想もあり、現在休止している信越本線の貨物支線（臨港貨物線）を延伸する構想、白新線の大形駅から新線を建設する構想のほか、DMVを利用する構想もあった。2017年に「新潟空港アクセス改善検討委員会」が試算したところによると、新幹線を延伸した場合建設費は422億円かかるとし、当空港の年間利用客が176万人にならないと採算は取れないとしている。このため、年間利用客が100万人を下回る現状では建設は困難と見られている。しかし中長期的な視点での議論は続いており、県と新潟市が組織する「新潟空港アクセス改善検討委員会」では、新潟駅と新潟空港との間のアクセス改善に関する議論を引き続き進めている。また当時、新潟県知事の泉田裕彦は、2004年（平成16年）の1期目の就任以来「上越新幹線の新潟空港乗り入れ」を長期的な課題に挙げており、2012年（平成24年）の県知事選挙の際にも新幹線乗り入れ等を公約として掲げ、3期目の当選を果たしている。
他方、2006年（平成18年）春には、県などが「大形駅を翌2007年春から『新潟空港前駅』に改称して空港へのアクセス駅に指定し、同駅から空港に至るシャトルバスを運行する」という構想を発表した。大形駅は空港ターミナルビルから直線距離で約4.3km、道なりに約5.9kmも離れている上、駅設備や周辺道路も整っていないなど問題点が多く、空港アクセスの役目を果たせない恐れから、県にはこの構想に対して否定的な意見が寄せられた。また、東日本旅客鉄道（JR東日本）など関係機関も駅名改称には消極的であったことなどから、これらの構想は実現には至らなかった（参照）。
現状は道路整備や路線バスなどでのアクセス改善が図られている。
新潟市が2008年（平成20年）に中長期の交通施策計画として策定した『にいがた交通戦略プラン』においては、JR線の輸送力補完もしくは軌道系の公共交通が無い地域の基幹交通手段として、4方面の「骨格幹線バス路線」が指定されており、空港と新潟市中心部とを連絡する路線バス（空港線）は「松浜・河渡方面」の路線に該当する。既に国道113号など路線バスの運行経路においては、2003年（平成15年）秋から公共車両優先システムの整備が順次進められた他、空港線でも前述のアクセス改善検討委員会の取り組みによって2000年代中盤から増発や乗降環境改善などの社会実験が実施され、2009年（平成21年）4月から空港線の急行系統（エアポートリムジン）は新潟駅南口発着のノンストップ運行となり、所要時間短縮などの改善が図られた。加えて新潟市は2010年（平成22年）夏に「新たな交通システム導入検討委員会」を立ち上げ、中央区中心部の「基幹公共交通軸」にBRT（バス高速輸送システム）を導入して古町をはじめとする同区中心部の活性化を図ることを目指している。その後2012年（平成24年）10月22日、新潟交通が新潟市に提出した「BRT第1期導入区間運行事業提案書」においては、今後のBRT路線計画の進捗に合わせ、路線網再編後に設定する6路線の「幹線区間」の1つに新潟駅 - 物見山 - 新潟空港間を挙げている。計画では松浜・河渡方面の他の路線バスも新潟駅発着とする他、幹線区間発着のフィーダー路線の開設についても記しており、将来的には新潟空港を周辺地域の公共交通の結節点とする構想もある。これらに関しては新潟市#交通も併せて参照。
また、高速バスの新潟県内路線を新潟市中心部から空港まで延伸し、県内各地からの利便性向上を図る動きもある。以前は新潟駅と長岡駅とを結ぶ高速バス路線のうち、1日2 - 3往復が空港へ乗り入れていたが、前述のリムジンバス運行開始に際し休止とされた。しかし、県はアクセス効率向上を目的に県内バス3社と共同で社会実験を実施する方針を2011年（平成23年）に決定し、同年10月15日から新潟駅と高田駅・直江津駅を結ぶ路線を空港まで1日2往復延長運行した。加えて運行休止となっていた長岡線についても、この社会実験の一環として2012年（平成24年）3月25日から1日2往復を延長運行し、1日計4往復の県内線高速バスを空港発着とするサービスが実施された。なお、この社会実験は2013年（平成25年）3月31日をもって終了し、定期路線バスは新潟駅を発着する前述2系統だけとなった。
2023年、県から「新潟空港将来ビジョン」が策定され、2025年以降または利用者が135万人を超えた時点で空港アクセス鉄道の再検討を議論するとしている。

## 事故・インシデント

### 重大インシデント

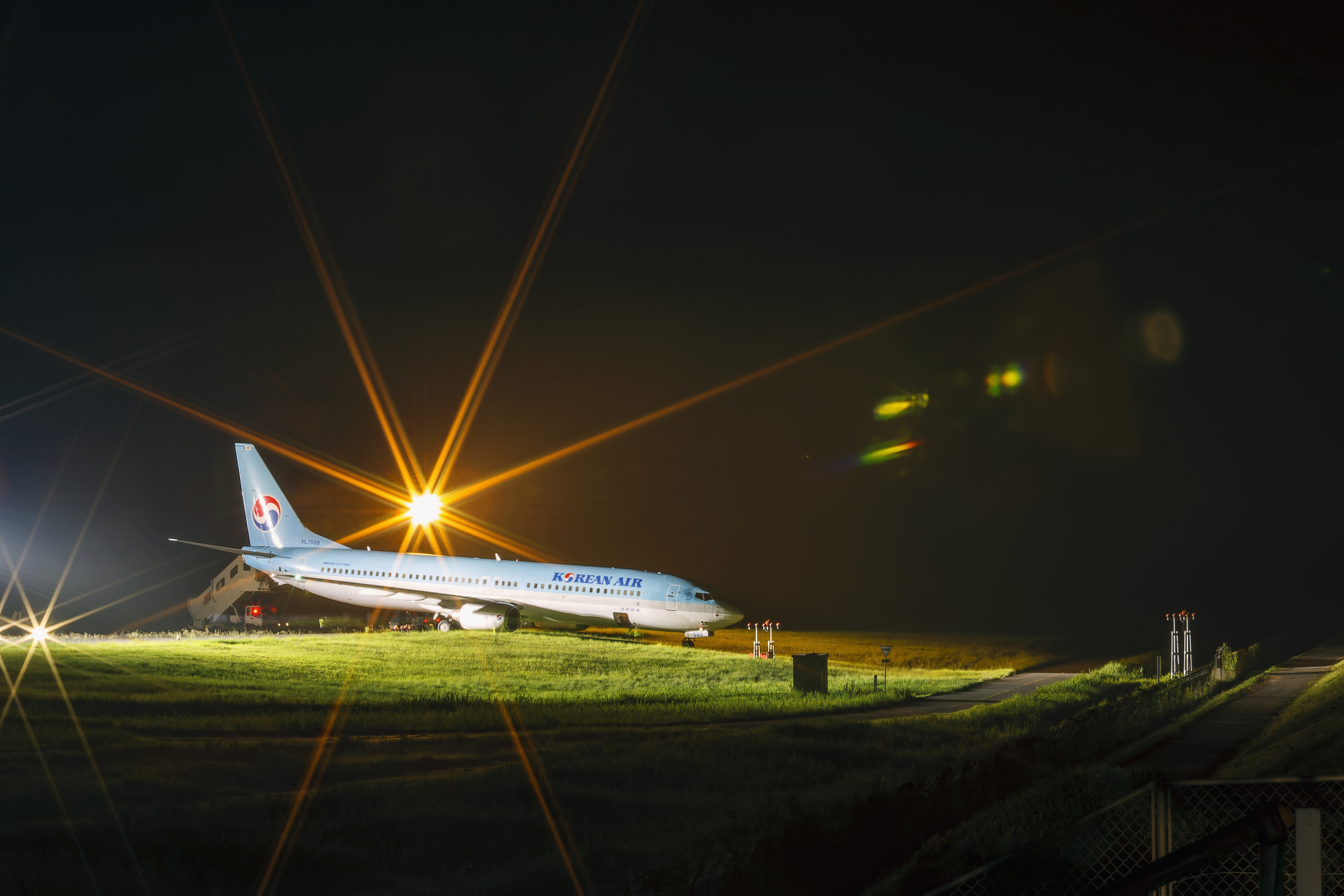
2013年8月5日大韓航空763便オーバーラン

- 2013年（平成25年）8月5日 - 韓国の仁川国際空港発、新潟空港行きの大韓航空763便（ボーイング737-900型機）がB滑走路（滑走路10）への着陸時にオーバーランし、滑走路東側の草地に前輪をはみ出した状態で停止した。機長ほか乗務員8名、乗客106名の計115名に負傷者はいなかった。この事態による滑走路閉鎖の影響で日本航空、全日空、フジドリームエアラインズ3社の計14便に欠航が発生した[N 15]。運輸安全委員会は、航空法施行規則第166条の4第3号に規定されたオーバーランに該当するため、航空重大インシデントとして調査を行った[G 19][G 20][N 15][10]。同調査では、機長及び副操縦士ともに、航空管制官の「turn right end of runway B1（滑走路終端のB1を右折）」「taxi to spot cross runway 04/22（滑走路離脱後の地上走行における交差滑走路04/22の横断許可）」の指示の意味を理解できず「着陸滑走中の交差滑走路の横断許可」と誤解し[注釈 12]、自機が交差滑走路の手前にいると考え、滑走路末端灯を交差滑走路04/22手前のストップバー・ライトと誤認識したため減速が不十分となり、オーバーランに至ったことにほぼ間違いないと結論づけた。併せて、機長・副操縦士とも交差滑走路のある新潟空港に不慣れであり、滑走路04/22との交差位置が把握しにくく速度感覚が掴めなかったことも事態発生の遠因である可能性も提示している[G 19][G 20]。